# ハイブリッド米

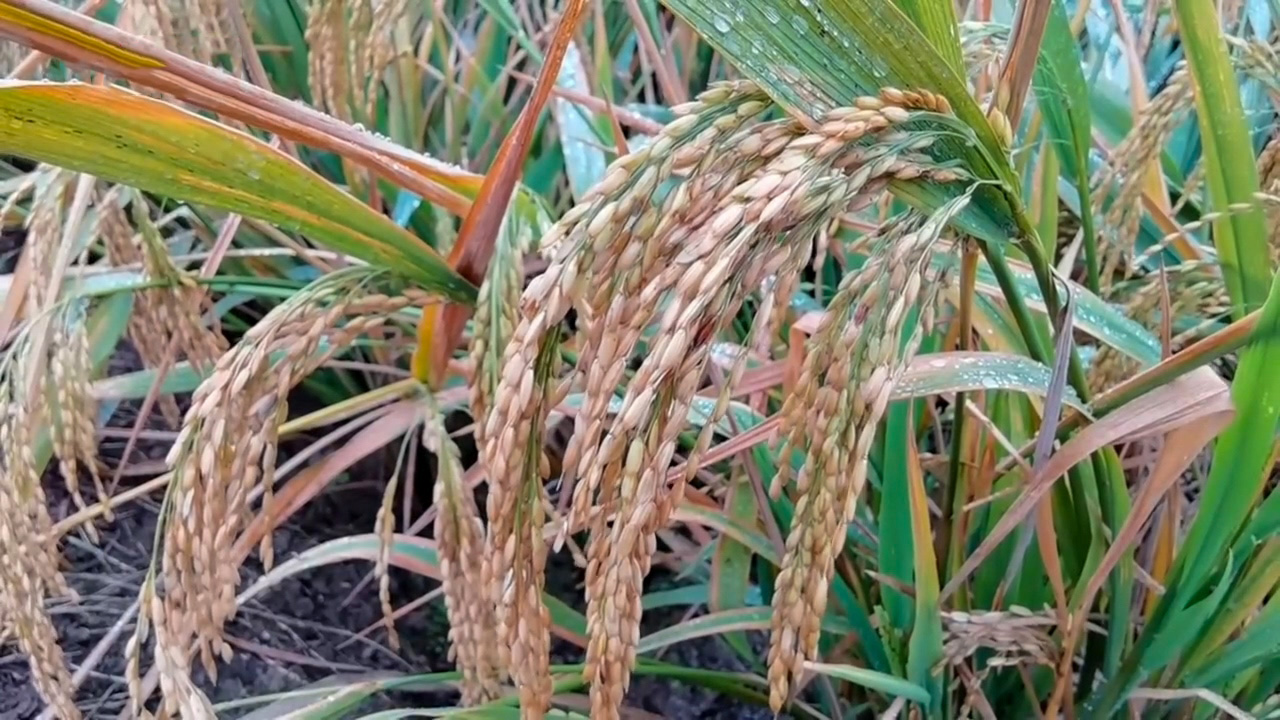
中国の雑種稲

ハイブリッド米（ハイブリッドまい、雑種稲〈ざっしゅいね〉、英: Hybrid rice）は、2つの非常に異なる親品種から交配されたアジア産の稲の一種である。
他の種類と同様に、ハイブリッド米は一般に雑種強勢を示すため、同等の純種米品種と同じ条件下で栽培すると最大30%多い収穫量が得られる。ハイブリッド種子を大量に生産するには、純種米の不妊米品種を別の品種の稔性花粉で受精させる。ハイブリッド米を含む高収穫作物は、世界的な食糧危機と闘うための最も重要なツールの一つである。

## 歴史
1917年に日本の学者が野生稲の雄性不稔株を発見した。雑種強勢の稲作への応用に関する最初の学術論文は1926年に発表された。新城長有が開発したハイブリッド米は、1970年代、コメ余りが問題視され減反政策が進んでいた日本において注目されることはなかった。
1974年、中国の科学者袁隆平を初めとする、中国ハイブリッド米の専門家たちは、野生稲から雄性不稔遺伝子を移植、細胞質雄性不稔遺伝子系統とハイブリッドの組み合わせを作成することに成功した。これは、F1ハイブリッド種子が大規模な栽培に使用された初めてのケースである。ハイブリッド稲品種の第一世代は3系統ハイブリッドで、同じ生育期間の改良品種や高収量品種よりも約15–20パーセント高い収量を生み出した。